# Dario Maraschin
Dario Maraschin (Vicenza, 17 luglio 1927 – Vicenza, 30 gennaio 1989) è stato un imprenditore e dirigente sportivo italiano.

## Biografia
Fu presidente del Lanerossi Vicenza dal 1981 al 1986. Il 25 agosto 1981 nuovi soci versarono al presidente uscente, Giuseppe Farina, 200 milioni in contanti e impegnano a versarne altri 320 con i proventi delle cessioni. Alla guida viene eletto Dario Maraschin che si trova con molti problemi da risolvere: un passivo di quasi 7 miliardi e pesanti interessi da pagare alle banche. Sotto la sua gestione la squadra vinse il Campionato di Serie C1 1984-1985, e l'anno successivo arrivò terza in Serie B, ottenendo la promozione in Serie A ma, nello stesso anno, si ritrovò immischiato nel calcioscommesse: confessò di aver versato 120 milioni di lire per vincere la partita contro l'Asti e lo spareggio contro il Piacenza nel Campionato di Serie C1 1984-1985, ma di non aver truccato nessun incontro nel 1985-1986 in Serie B. In realtà vennero raccolte alcune intercettazioni telefoniche che dimostrarono il contrario, soprattutto negli incontri contro Monza e Perugia e, al termine del processo sportivo la CAF lo squalificò per tre anni, lascia la presidenza del Vicenza all'imprenditore Romano Pigato. È morto il 30 gennaio 1989.